# Wschowa
Wschowa (Duits: Fraustadt) is een stad in het Poolse woiwodschap Lubusz, gelegen in de powiat Wschowski. De oppervlakte bedraagt 8,38 km², het inwonertal 14.607 (2005). 

De stad kent een bewogen geschiedenis. Na de tweede Poolse deling kwam de stad toe aan Pruisen. Van 1807 tot 1815 behoorde het kort tot de Franse vazalstaat Hertogdom Warschau, daarna behoorde het weer tot Pruisen, als deel van de provincie Posen. Na de Eerste Wereldoorlog kende men met het Verdrag van Versailles de stad, die een Duitse meerderheid had, toe aan Duitsland (Grensmark Posen-West-Pruisen). Na de Tweede Wereldoorlog, toen Polen naar het westen "opschoof", werden de (Duitse) inwoners echter verdreven en werd de stad Pools.
Wschowa onderhoudt vriendschappelijke contacten met de Nederlandse gemeente Oirschot.

## Verkeer en vervoer
- Station Wschowa